# Marko Nakić
Marko Nakić (??? – 7. prosince 1900) byl rakouský politik chorvatské národnosti z Dalmácie, v 2. polovině 19. století poslanec Říšské rady.

## Biografie
Dlouhodobě působil jako starosta města Drniš.
Působil také jako poslanec Říšské rady (celostátního parlamentu Předlitavska), kam usedl v doplňovacích volbách roku 1882 za kurii venkovských obcí v Dalmácii, obvod Šibenik, Berlicca, Knin atd. Slib složil 9. prosince 1882. Ve volebním období 1879–1885 se uvádí jako Markus Nakić, starosta, bytem Drniš.
Na Říšské radě se uvádí jako chorvatský národní poslanec.
Zemřel náhle v prosinci 1900.